# Dara (Ägypten)
Dara ist eine altägyptische Nekropole des Alten Reiches und der Ersten Zwischenzeit. Der Ort liegt in Mittelägypten westlich des Nils zwischen den Städten Asyut und Meir.
In Dara befinden sich die Reste einer Pyramide, die Chui-Pyramide. Ihr Name verweist darauf, dass sie dem örtlichen Gaufürsten Chui aus der 9./10. Dynastie zugeordnet wird. Überraschend ist die Größe des Bauwerkes: mit einer Basislänge von 130 m wäre sie größer als die Djoser-Pyramide geworden.